# Islamiska aktionsfronten
Islamiska aktionsfronten (IAF) är det ledande oppositionspartiet i Jordanien.
IAF bildades som det Muslimska brödraskapets politiska gren i Jordanien, sedan det 1993 blivit tillåtet att bilda politiska partier i landet.

Under 1990-talet verkade IAF för att göra Jordanien till en islamistisk stat. Men i början av 2000-talet har fronten liberaliserats. 
2007 beskrev den dåvarande ledaren Zaki Bani Irshayd, IAF som ett "sekulärt, medborgerligt politiskt parti med stark islamisk orientering". 
IAF spelar en aktiv roll i protesterna i Jordanien 2011.
Frontens ledare Hamza Mansour har tagit avstånd från den nyutnämnde premiärministern Maroud al-Bakhit och utlovat fortsatta demonstrationer till dess att kungens makt minskats och genomgripande demokratiska reformer genomförts.